# Maxillaria woytkowskii
Maxillaria woytkowskii är en orkidéart som beskrevs av Charles Schweinfurth. Maxillaria woytkowskii ingår i släktet Maxillaria och familjen orkidéer. Inga underarter finns listade i Catalogue of Life.